# アリ・アル＝ハッサン
アリ・サディク・ナセール・アル＝ハッサン（アラビア語: علي صادق ناصر الحسن, 英語: Ali Sadiq Nasser Al-Hassan, 1997年3月4日 - ）は、サウジアラビア・フフーフ出身の同国代表のサッカー選手。ポジションはMF。アル・ナスルFC所属。

## 経歴
サッカー選手のアッバス・アル＝ハッサンは弟。
ファティフSCのユースで育ち、2018年2月17日のアル・イテハド戦でデビューを飾った。
2018年11月20日、手術のため１ヶ月ほどドイツに滞在する。12月21日のアル・イテファク戦で復帰した。2019年1月にはファティフとの契約を5年延長した。
2020年10月5日、アル・ナスルFCに5年契約で加入した。

### 代表
2022 FIFAワールドカップを戦う本大会メンバーに選出された。本大会では、グループステージのメキシコ戦に出場した。

## 代表歴

### 出場大会
- サウジアラビア代表
  - 2022 FIFAワールドカップ

### 試合数
- 国際Aマッチ 13試合 1得点（2021年-2022年）[7]

| サウジアラビア代表 | 国際Aマッチ | 国際Aマッチ |
| 年                 | 出場        | 得点        |
| ------------------ | ----------- | ----------- |
| 2021               | 4           | 1           |
| 2022               | 9           | 0           |
| 通算               | 13          | 1           |